# Carnages
Estranhas Ligações é filme francês de Delphine Gleize, estreou em 2002.

## Sinopse
O filme mostra as ligações que acontecem entre personagens que recebem partes do corpo de um touro, morto em uma tourada. Em Madri, Victor (Julien Lescarret) é jovem toureiro que participa de seu primeiro evento. O jovem é atingido pelo touro e fica entre a vida e a morte. No norte da França, a menina Winnie (Raphaëlle Molinier) observa a tourada pela TV. A professora da menina, Jeanne (Lucia Sanchez) viaja à Espanha para visitar sua mãe, Alicia (Ángela Molina). Paralelamente, temos Betty (Lio), uma mulher grávida, entediada, cujo marido é um biólogo que recebe os olhos do touro para análise. Há também uma senhora que vive em um trailer com seu filho. Ambos empalham animais e são assustadoramente esquisitos – é na mão deles que param os chifres do touro. Na medida em que os personagens vão tendo contato com alguma parte do animal morto, transformações radicais acontecem em suas vidas.

## Ficha Técnica
- Direção: Delphine Gleize
- Produção: Jérôme Dopffer
- Fotografia: Crystel Fournier
- Trilha Sonora: Éric Neveux e Labo Orchestra
- Gênero: Drama
- Tempo: 130 min.
- Lançamento: 2002
- Lançamento DVD: Novembro de 2004
- Classificação:
- Distribuidora:  Imovision

## Elenco
- Chiara Mastroianni
- Ángela Molina
- Lio
- Lucia Sanchez
- Esther Gorintin
- Marilyne Even
- Clovis Cornillac
- Jacques Gamblin
- Féodor Atkine
- Bernard Sens